# أليسون بارنت
أليسون بارنت (بالإنجليزية: Allison Barnett)‏ هي مجدفة بريطانية، ولدت في 19 مارس 1966 في ريدنغ في المملكة المتحدة.

## وصلات خارجية
- أليسون بارنت على موقع الاتحاد الدولي للتجديف (الإنجليزية)
- أليسون بارنت على موقع أوليمبيديا (الإنجليزية)